# Jeremy Corbyn
Jeremy Bernard Corbyn (Chippenham, 1949. május 26. – ) brit politikus, parlamenti képviselő, 2015. szeptember 12. óta a Munkáspárt vezetője. Utódja 2020. április 4-től Keir Starmer. 2020. október 30-án az Esélyegyenlőségi és Emberi Jogi Bizottság (EHRC) megállapította, hogy az antiszemitizmus kezelésében megsértette az egyenlőségről szóló törvényt és emiatt felfüggesztették párttagságát és az alsóházi frakcióból is kizárták.

## Politikai pályafutása
Jeremy Corbyn önmagát demokratikus szocialista politikusként határozza meg. 1974-től 1983-ig London Haringey nevű kerületében volt tanácstag. 1983-ban a North Islington-i választókerület képviseletében az alsóház tagjává választották; azóta folyamatosan parlamenti képviselő. Legutóbb 2015-ben választották újra, a leadott szavazatok 60,2 százalékával. A Munkáspárt tagja.
2015 őszén sikerrel indult a Munkáspárt vezetői tisztjéért folyó versenyben. Ellenfelei Yvette Cooper, Andy Burnham és Liz Kendall voltak. Corbyn a szavazatok 59,5 százalékát nyerte el, Burnham 19, Cooper 17, Kendall 4,5 százalékot kapott.

## Nézetei
Corbyn a Munkáspárt balszárnyához tartozik. Pártvezetői megválasztása után azt mondta, a briteknek „elegük van az igazságtalanságból és az egyenlőtlenségből”. Vehemensen ellenezte az iraki háborút. Híve a nukleáris leszerelésnek. Prominens alakja az Amnesty Internationalnek, és felemelte szavát Augusto Pinochet bíróság elé állításáért. Corbyn híve Írország és Észak-Írország egyesítésének.

## Családja
Corbyn háromszor házasodott: a Jane Chapmannel 1974-ben kötött házassága válással végződött. 1987-ben újra megházasodott, ezúttal a chilei származású Claudia Bracchittát vette feleségül. A párnak három fia született Ben, Sebastian és Thomas; mindhárman felnőttek már. Corbin és Bracchitta 1999-ben elváltak. 2013-ban harmadszor is házasságot kötött, ezúttal a mexikói származású Laura Alvarezzel.

## Érdekességek
Corbyn 2005 és 2015 között 148 alkalommal szavazott pártja ellenében a parlamentben, és ezzel messze a legtöbbször fordult szembe a pártvezetéssel.
2001-ben Az év szakálla díjat kapott. Elmondása szerint szakálla egyfajta tiltakozás a Munkáspárt Tony Blair-féle irányvonalával szemben.

## Díjai, elismerései
- Gandhi International
- Peace Award
- 2017 Sean MacBride-békedíj[13]